# Portrait d'une inconnue
Pour plus de détails, voir Fiche technique et Distribution.
Portrait d'une inconnue (Bildnis einer Unbekannten) est un film ouest-allemand réalisé par Helmut Käutner, sorti en 1954.

## Synopsis
Un scandale éclate lorsqu'un peintre ajoute la tête de la femme d'un diplomate à un tableau de nu sur lequel il travaille.

## Fiche technique
- Titre : Portrait d'une inconnue
- Titre original : Bildnis einer Unbekannten
- Réalisation : Helmut Käutner
- Scénario : Hans Jacoby et Helmut Käutner
- Musique : Franz Grothe
- Photographie : Werner Krien
- Montage : Anneliese Schönnenbeck
- Production : Utz Utermann
- Société de production : Sirius-Film
- Pays :  Allemagne de l'Ouest
- Genre : Comédie dramatique et romance
- Durée : 100 minutes
- Dates de sortie : 
  -  Allemagne de l'Ouest : 27 août 1954
  -  France : 22 février 1957

## Distribution
- Ruth Leuwerik : Nicole
- O. W. Fischer : Jan Maria Keller
- Erich Schellow : Walter
- Irene von Meyendorff : la femme de l'ambassadeur
- Albrecht Schoenhals : l'ambassadeur
- Paul Hoffmann : Philip Hernandez
- Nicolas Koline : Sascha
- Ingrid van Bergen : Jacqueline, un modèle

## Distinctions
Le film a été nommé pour au Deutscher Filmpreis de la meilleure actrice pour Ruth Leuwerik.